# Сингх, Гурмаил
Гурмаил Сингх (англ. Gurmail Singh, 10 декабря 1959, Хусропур, Индия) — индийский хоккеист (хоккей на траве), полузащитник. Олимпийский чемпион 1980 года.

## Биография
Гурмаил Сингх родился 10 декабря 1959 года в индийской деревне Хусропур в Пенджабе.
Играл в хоккей на траве за полицию Пенджаба, в которой и работает.
В 1980 году вошёл в состав сборной Индии по хоккею на траве на летних Олимпийских играх в Москве и завоевал золотую медаль. Играл на позиции полузащитника, провёл 1 матч, мячей не забивал.
В 1982 году в составе сборной Индии завоевал серебряную медаль хоккейного турнира летних Азиатских игр в Нью-Дели.

## Семья
Жена Гурмаила Сингха Раджбир Каур была капитаном женской сборной Индии по хоккею на траве. Его племянник Хардик Сингх является бронзовым призёром Олимпийских игр 2020 года в Токио.